# Blanket (hudební skupina)
Blanket je česká bluegrassová hudební skupina.
Skupina vznikla na základech pražských bluegrassových Poutníků už v roce 1983. Od ostatních současníků se Blanket odlišoval zejména svým repertoárem, zaměřeným kromě tradičního bluegrassu na čtyřhlasé provedení gospelů a spirituálů, za což byl oceněn Portou 1987.
Kromě mnoha koncertů a festivalů po celé tehdejší ČSSR má za sebou i několik úspěšných zahraničních turné po Německu, Holandsku, Francii, Rakousku, Maďarsku a Polsku. Svým projevem zaujal Blanket dokonce i televizní produkci a několikrát se objevil v televizním vysílání (Klub mladých, Možná přijde i kouzelník, Čundrcountryshow, Country Express Praha – Nashville apod.), hrál jako předkapela na prvním československém turné fenomenálního amerického banjisty Tony Trischky, absolvoval sérii koncertů s Karlem Gottem na jeho turné v roce 1991. V jeho řadách se kromě původní sestavy objevili další výrazní bluegrassoví hráči, ať už jako hosté nebo řadoví hráči – František Kacafírek, Jakub Třasák, Jirka Lebeda, Tomáš Tichý nebo Zdeněk Jahoda.
Kapela ukončila svou činnost v roce 1995. Pod nátlakem veřejnosti a pamětníků však v roce 2008 znovu obnovila svou koncertní činnost.

## Sestava
Skupina dnes hraje a zpívá svůj původní repertoár v sestavě:
- Milan Menda – kytara
- Michal Novák – banjo
- Antonis Timiopulos – kontrabas
- Petr Kůs – mandolína

## Diskografie
- BLANKET 91´, 1993
- BLANKET & ANNIE, 1994, PRESSTON
- BLANKET 95´, 1995, PRESSTON
- BLANKET, 2010, GOOD DAY REKORDS